# Desta Yohannes
Desta Yohannes (Auasa, 17 aprile 1998) è un calciatore etiope, difensore dell'Adama City e della nazionale etiope.

## Carriera

### Club
Ha giocato nella prima divisione etiope.

### Nazionale
Debutta con la nazionale etiope il 5 agosto 2017 in occasione dell'amichevole pareggiata 0-0 contro lo Zambia.
Il 23 dicembre 2021 viene incluso nella lista finale per la Coppa delle nazioni africane 2021.

## Statistiche
Statistiche aggiornate all'8 gennaio 2022.

### Cronologia presenze e reti in nazionale
| Cronologia completa delle presenze e delle reti in nazionale ― Etiopia | Cronologia completa delle presenze e delle reti in nazionale ― Etiopia | Cronologia completa delle presenze e delle reti in nazionale ― Etiopia | Cronologia completa delle presenze e delle reti in nazionale ― Etiopia | Cronologia completa delle presenze e delle reti in nazionale ― Etiopia | Cronologia completa delle presenze e delle reti in nazionale ― Etiopia | Cronologia completa delle presenze e delle reti in nazionale ― Etiopia | Cronologia completa delle presenze e delle reti in nazionale ― Etiopia |
| Data                                                                   | Città                                                                  | In casa                                                                | Risultato                                                              | Ospiti                                                                 | Competizione                                                           | Reti                                                                   | Note                                                                   |
| ---------------------------------------------------------------------- | ---------------------------------------------------------------------- | ---------------------------------------------------------------------- | ---------------------------------------------------------------------- | ---------------------------------------------------------------------- | ---------------------------------------------------------------------- | ---------------------------------------------------------------------- | ---------------------------------------------------------------------- |
| 5-8-2017                                                               | Lusaka                                                                 | Zambia                                                                 | 0 – 0                                                                  | Etiopia                                                                | Amichevole                                                             | -                                                                      |                                                                        |
| 13-8-2017                                                              | Auasa                                                                  | Etiopia                                                                | 1 – 1                                                                  | Sudan                                                                  | Qual. CHAN 2018                                                        | -                                                                      |                                                                        |
| 19-8-2017                                                              | Al-Ubayyid                                                             | Sudan                                                                  | 1 – 0                                                                  | Etiopia                                                                | Qual. CHAN 2018                                                        | -                                                                      |                                                                        |
| 30-9-2017                                                              | Gaborone                                                               | Botswana                                                               | 2 – 0                                                                  | Etiopia                                                                | Amichevole                                                             | -                                                                      |                                                                        |
| 18-11-2018                                                             | Addis Abeba                                                            | Etiopia                                                                | 0 – 2                                                                  | Ghana                                                                  | Qual. Coppa d'Africa 2019                                              | -                                                                      | 57’                                                                    |
| 26-8-2021                                                              | Bahar Dar                                                              | Etiopia                                                                | 0 – 0                                                                  | Sierra Leone                                                           | Amichevole                                                             | -                                                                      | 76’                                                                    |
| 29-8-2021                                                              | Bahar Dar                                                              | Etiopia                                                                | 2 – 1                                                                  | Uganda                                                                 | Amichevole                                                             | -                                                                      |                                                                        |
| 9-10-2021                                                              | Bahar Dar                                                              | Etiopia                                                                | 1 – 3                                                                  | Sudafrica                                                              | Qual. Mondiali 2022                                                    | -                                                                      | 68’                                                                    |
| 30-12-2021                                                             | Limbé                                                                  | Etiopia                                                                | 3 – 2                                                                  | Sudan                                                                  | Amichevole                                                             | -                                                                      |                                                                        |
| Totale                                                                 |                                                                        | Presenze                                                               | 9                                                                      |                                                                        | Reti                                                                   | 0                                                                      |                                                                        |